# Trentepohlia (Trentepohlia) nigripes
Trentepohlia (Trentepohlia) nigripes is een tweevleugelige uit de familie steltmuggen (Limoniidae). De soort komt voor in het Afrotropisch gebied.